# Publio Rutilio Lupo (scrittore)
Publio Rutilio Lupo (in latino Publius Rutilius Lupus; 20) è stato uno scrittore romano.

## Biografia
Esponente della Gens Rutilia Lupia, ritenuto figlio dell'omonimo tribuno della plebe del 56 a.C.. Fu scrittore e storico e fiorì sotto il regno dell'imperatore Tiberio. È stato identificato come il Lupus citato nel Catalogo dei Poeti di Ovidio. Scrisse il trattato di grammatica e retorica latine De figuris sententiarum et elocutionis e lo Schemata dianoeas el lexeos.
Il trattato De figuris... venne ancora citato come riferimento linguistico dal celebre grammatico del Cinquecento, Pierfrancesco Giambullari, (1495-1555), nel suo Regole della lingua fiorentina.

## Bibliografia

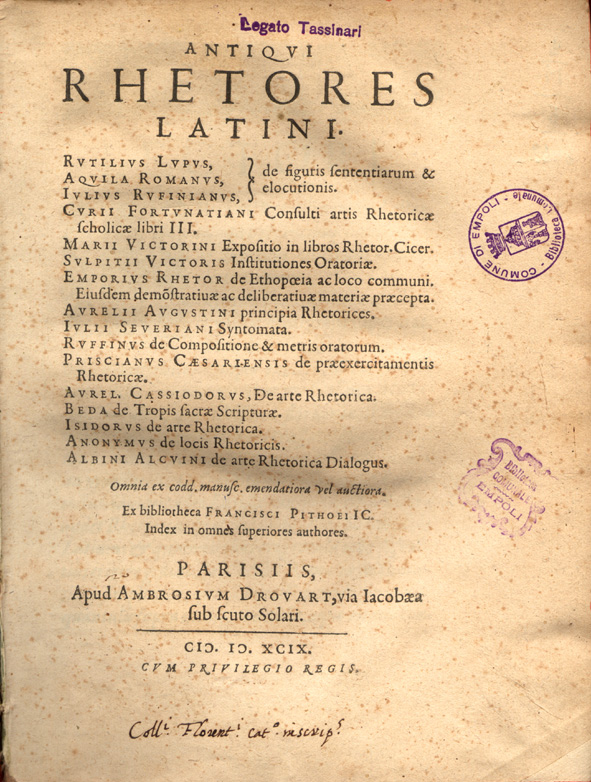
Frontespizio dell'edizione del '500 della raccolta degli Antiqui Rhetores Latini, presso la Biblioteca Comunale "Renato Fucini" di Empoli